# Mazzabue
Mazzabue (Masabò in dialetto parmigiano) è una frazione rurale in parte nel comune di Colorno e parte nel comune di Sorbolo Mezzani, posta a 4 km a sud est da Colorno, a 2 km a sud ovest da Casale di Mezzani e a 14 km nord da Parma.

## Geografia fisica
Il territorio, a vocazione prettamente agricola, è sprovvisto di un vero e proprio centro abitato ed è caratterizzato esclusivamente da case sparse, diverse delle quali case coloniche disabitate. Su di esso insiste un fitto reticolato di canali facente parte del Consorzio di Bonifica Parmense.

## Origini del nome
Il toponimo pare legato al nome di qualcuno che possedeva o abitava questo luogo. Mazzabue probabilmente trae origine da un soprannome poi trasformatosi in cognome, o dalla professione esercitata da questa persona.

## Storia
Il territorio di Mazzabue mostra ancora oggi traccia della centuriazione romana. Viene citato per la prima volta in epoca medievale da diplomi imperiali che investirono il Vescovo di Parma della proprietà del territorio.
Il 6 agosto del 1291 assieme ai boschi limitrofi di Pantera e Mantello il territorio di Mazzabue fu venduto dal vescovo di Parma, Obizzo Sanvitale al Cardinale Gerardo Bianchi. L'influente porporato, nato nel vicino paese di Gainago, in quegli anni effettuò numerosi acquisti di terre nella zona per donare un beneficio economico alla prebenda del Battistero di Parma. Con la somma ottenuta il Sanvitale acquistò un terreno di dimensioni molto inferiori a quello venduto, da ciò si evince che all'epoca quello di Mazzabue fosse un territorio poco idoneo alla coltivazione. Il Bianchi tuttavia aveva pianificato con cura i suoi acquisti dato che già nel 1290 tramite un'altra acquisizione si era preoccupato di dotare questo terreno di un accesso diretto al fiume Po, che era allora un'importante via di comunicazione. Successivamente iniziò a concedere con contratto di mezzadria questi terreni a diversi lavoratori agricoli affinché ne migliorassero le condizioni, il Chronicon parmense riferisce che il cardinale edificò anche diverse abitazioni e una chiesa. Documenti dell'epoca attestano che già a partire dal 1293 Mazzabue forniva guadagni regolari. Gli acquisti di terreni in zona proseguirono negli anni successivi. Questi investimenti in terre insignificanti e poco redditizie da parte di un prelato tanto influente fanno supporre volesse compiere un'opera che lasciasse il segno nel suo territorio nativo.

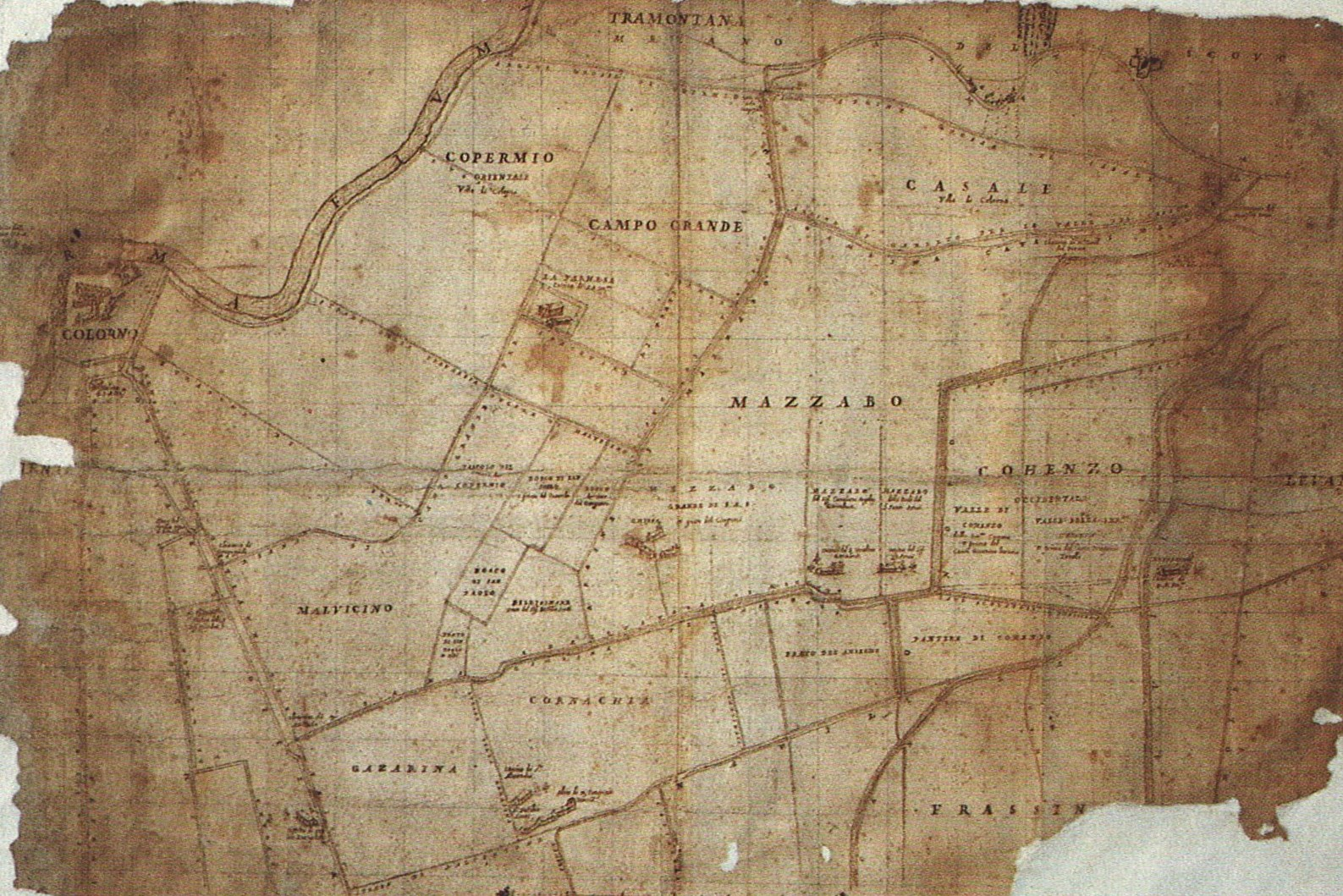
Il territorio di Mazzabue in una carta di Smeraldo Smeraldi

Successivamente i terreni di Mazzabue passarono all'abbazia di San Martino de' Bocci fatta edificare sempre da Gerardo Bianchi.
La zona di Mazzabue nel 1334 risultava stabilmente coltivata, viene citata da un provvedimento emanato dal comune di Parma relativo alla distruzione di granaglie e altri generi alimentari affinché non venissero requisite dagli eserciti nemici. 
Nel 1564 il duca Ottavio Farnese si accordò col vescovo di Parma Alessandro Sforza per bonificare i terreni di Mazzabue drenandone le acque nel canale Parmetta. Nel 1603 Smeraldo Smeraldi ingegnere della Congregazione dei cavamenti si occupò della razionalizzazione del sistema idraulico della zona, redigendone inoltre alcune carte dettagliate..
In epoca farnesiana nei pressi di Mazzabue era presente un bosco che costituiva la parte terminale del giardino di Colorno. I Farnese erano appassionati delle pratiche venatorie, nella seconda metà del XVII secolo venne tracciata una strada che collegava il bosco di Mazzabue col palazzo di Colorno. Questa strada diventerà in seguito l’asse centrale del parco; per realizzarlo, i Farnese rimboschiranno vaste aree fertili del territorio circostante, già precedentemente utilizzate per la coltivazione. Intorno alla prima metà del ‘700 venne restaurato l’oratorio di S. Maria Maddalena presso la corte di Mazzabue.
Nella prima metà dell'800 il territorio fu ampiamente sfruttato per la risicoltura, coltura che tuttavia subì un forte declino verso la fine del secolo.
A seguito della soppressione del monastero delle Domenicane Gavotte in Fontanellato i terreni di Mazzabue e della vicina proprietà di Campogrande passarono al Demanio, nel 1875 vennero successivamente venduti all'asta.

## Società

### Evoluzione demografica
Dalla seconda metà del Novecento la frazione ha subito un consistente spopolamento demografico dovuto all'abbandono dell'attività agricola da parte di molte famiglie che si trasferirono a Parma o nei paesi vicini.

## Monumenti e luoghi d'interesse
L'unico edificio di una certa rilevanza è la Corte di Mazzabue considerata un po' il simbolo della zona. Anticamente vi era anche una chiesa dedicata a San Nicolò, poi sostituita da un oratorio dedicato a S. Maria Maddalena, anche quest'ultimo edificio è poi scomparso.

## Infrastrutture e trasporti
La strada provinciale n. 72 che collega Parma a Mezzani, è l'asse viario principale che attraversa la frazione.